# Pan Marimba
Pan Marimba – opera dziecięca w dwóch aktach z muzyką Marty Ptaszyńskiej do libretta Agnieszki Osieckiej. Ze względu na małą rozpiętość głosu dzieci cała partia wokalna została napisana w rozpiętości oktawy.
Prapremiera opery miała miejsce 27 września 1998 r. w Warszawie.

## Historia
W 1992 dyrektor artystyczny Teatru Wielkiego Andrzej Straszyński zwrócił uwagę na brak repertuaru scenicznego dla dzieci. Wtedy Marta Ptaszyńska postanowiła napisać operę której treść oparta by była na bajkach jakie czytała swojej córce. Po napisaniu zarysu muzyki oraz libretta oraz konsultacjach ze Straszyńskim kompozytorka uznała, że twórcą tekstu powinien być artysta „którego pierwszym środkiem wyrazu jest słowo”. Postanowiła zadzwonić wtedy do Agnieszki Osieckiej aby namówić ją do pracy nad Panem Marimbą. Poetka zgodziła się i tak powstał tekst który mimo że był podporządkowany istniejącej już muzyce spowodował kilka zmian w warstwie dźwiękowej. Prace zakończyły się w 1995.
Osiecka zmarła w 1997 i nie zobaczyła prapremiery opery. Usłyszała tylko te fragmenty muzyki które Ptaszyńska grała jej na fortepianie podczas współpracy. W lutym 1998 odbyło się pierwsze czytanie dzieła oraz nagranie jego roboczej wersji dla Hanny Chojnackiej będące odpowiedzialną za choreografię. W kwietniu rozpoczęły się próby reżyserskie. Prace trwały cały czas podczas dorocznych wakacyjnych warsztatów w Teatrze Wielkim. Próby sceniczne miały miejsce we wrześniu. Prapremiera opery miała miejsce 27 września 1998 na scenie kameralnej Teatru Wielkiego – Opery Narodowej. Orkiestrą kierował Sławomir Wróblewski, autorem scenografii była Katarzyna Proniewska-Mazurek natomiast kierownikiem chóru Alla Polacca z którego rekrutowano większość obsady Pana Marimby była Sabina Włodarska.
1 czerwca 2003 z okazji Dnia Dziecka Fundacja Alla Polacca wydała płytę CD z zarejestrowanym spektaklem. Dokładnie rok później odbyło się setne wystawienie opery.

## Fabuła
Treścią opery są przygody Kasi i Marka którzy pod nieobecność rodziców postanawiają wybrać się z Panem Marimbą w podróż w poszukiwaniu Zaczarowanej Piosenki skradzionej przez Straszne Ptaszysko. Wędrówka po świecie przewija się przez Indonezję, Japonię, Meksyk, Afrykę oraz Chiny. Zaczarowana Piosenka zostaje odnaleziona i bezpiecznie schowana do futerału po kontrabasie.